# Coeur d'Alene
Coeur d'Alene (výslovnost [kɔːr dəˈleɪn]) je město v severní části amerického státu Idaho na břehu stejnojmenného jezera. Je správním centrem okresu Kootenai County a žije v něm 44 137 obyvatel, jeho aglomerace má okolo 140 000 obyvatel a spolu s nedalekým Spokane ve státě Washington vytváří kombinovanou statistickou oblast, kde žije více než 700 000 obyvatel. Město je známé také pod zkratkou CDA.

## Historie
Oblast prozkoumal roku 1807 David Thompson, v roce 1879 zde generál William Tecumseh Sherman založil pevnost Fort Coeur d'Alene, nazvanou podle místního domorodého kmene Kerdalénů (vlastním názvem Schitsu'umsh, pojmenování „Cœur d'Alène“, doslova „srdce jako šídlo“, dostali od francouzských obchodníků s kožešinami podle tvrdého obchodního vyjednávání). Kolem pevnosti vznikla osada, která byla v roce 1886 připojena na železnici a o rok později získala městská práva. Rozvoj města je spojen s bohatými nalezišti rud stříbra, zinku a olova v okolní oblasti známé jako Silver Valley. Coeur d'Alene vešlo do americké historie velkými hornickými nepokoji v letech 1892 a 1899.

## Současnost
Město má vlhké kontinentální podnebí, průměrné zimní teploty se pohybují kolem nuly a letní kolem 20 °C, srážky činí 650 mm ročně. Největším zaměstnavatelem je zdravotnický koncern Kootenai Health, významnými podniky jsou také důlní společnost Hecla Mining a dřevozpracující Western Timber Products. Město má dobré dopravní spojení díky dálnici Interstate 90. Rostoucí důležitost pro ekonomiku města má turistika, Barbara Waltersová označila CDA za „malý kousek nebe“. Nachází se zde největší golfový resort na americkém Severozápadě, okolí města nabízí také množství příležitostí k provozování zimních sportů, každoročně se zde pořádá triatlonový závod Ironman Coeur d'Alene. Z města je možno podnikat výpravy do chráněného území Coeur d'Alene National Forest.
Skupina Alter Bridge věnovala městu stejnojmennou skladbu na albu AB III.

## Rodáci
- Sage Kotsenburg (* 1993), olympijský vítěz ve snowboardingu

## Partnerská města
- Cranbrook (Kanada)